# Scalenus fasciatipennis
Scalenus fasciatipennis is een keversoort uit de familie van de boktorren (Cerambycidae). De wetenschappelijke naam van de soort werd in 1885 als Coloborhombus fasciatipennis gepubliceerd door Charles Owen Waterhouse.